# 峯村優衣
峯村 優衣（みねむら ゆい、1991年3月17日 - ）は、日本のギャルファッションモデル。155センチメートル、40キログラム、78-58-82。所属事務所はスターレイプロダクション。
“ゆーゆ”や“ゆいきち”などの愛称を持ち、主にファッション雑誌の『Ranzuki〔ランズキ〕』ならびに『Happie nuts〔ハピーナッツ〕』への登場などから知られてきた。
ハピーナッツ誌にあっては初登場間もない時期から幾度も単独で表紙に登場。同誌の看板モデルの一人と目される存在となっている。

## 来歴
2008年6月号のランズキ誌で同誌に初登場し、それから2010年12月号まで同誌に活動。この12月号をもってそれまでのランズキを去ると同時にハピーナッツ誌へ移籍。翌2011年の1月号から同誌の専属モデルとなり、5月号にて初の単独表紙。異例の速さでの単独表紙デビューであった。更に続けて6月号の表紙にも登場。この年にはタレントのビビる大木と並んでSweet Liciousの楽曲のミュージックビデオに出演したほか、10月の暮れに発売された若旦那の楽曲のミュージックビデオに、廣瀬麻伊、根本弥生、荒木さやか、小泉梓、斉藤夏海、八鍬里美という6名のモデルらとともに出演するなどした。2012年にはファッションイベント『ガールズアワード』に初出場、ドレスブランド『EaStRe』のミューズとしてランウェイを歩くに至っている。

## 私生活
長野県長野市出身。6歳上の兄がいる。同県内の高校を1年で辞め上京、BLEA女子高等部に通った。

## 主な出演

### 雑誌
- 『Happie nuts』（専属：2011年1月号より）
- 『Ranzuki』（2008年6月号 - 2010年12月号）

### 広告
- 『BACKS』（スチール、2012春夏）[17]
- 『DELYLE』（スチール、2012春夏）[17]
- 『me Jane』（スチール、2012春夏）[17]
- 『Diamond Lash』（スチール）[17]
- 『NYX』（スチール）[17]

### イベント
- 『GOSSIP KANSAI』（ZEPP OSAKA、2010年3月7日） 共/川端かなこ、細井宏美、板橋瑠美、高橋由真、田中愛奈、鈴木あや、斉藤夏海、坂本礼美、間宮梨花、武田静加、舘谷恵利子、家村マリエ、みきてぃ、本多末奈、池田恵、ほか[18]
- 『渋谷女祭り〜St.Valentine／決戦は金曜日編〜』（渋谷O-EAST、2011年2月11日） 共/宮城舞、大串知江、江口ちり、尾崎紗代子、里見茜、須田朱音、武田静加、谷口紗耶香、秋山未来、Lie、りかちゅう、安井レイ、小田切恵子、嶋田エリカ、YENA、稲垣佑樹、大石一聡、佐藤歩、澤本幸秀、吉田克己、ねもやよ、三輪麻未、福住夏希、友稀サナ、山崎麻衣[19]
- 『渋谷女祭り meets SHIBUYA GAL FESTIVAL』（渋谷duo MUSIC EXCHANGE、2011年11月6日） 共/山本優希、森摩耶、宮城舞、小泉梓、りかちゅう、安部ニコル、竹内アクサ、安井レイ、鎌田ありさ、本多未奈、武田静加、平沼ファナ、伊郷レナ、Lie、今泉宏美、Ryo、近田祐理子、てんちむ、中村瑠璃奈、谷川りさこ、小森未彩、永井麻央、水上桃華、引地敬澄、黒野慎、山田ジェームス武、田中大地、澤本幸秀、ほか[20]

### 音楽PV
- 「My Heart〜キミに届けたい〜 feat. JUN from CLIFF EDGE」（Sweet Licious、2011年） 共/ビビる大木
- 「TASUKI」（若旦那、2011年） 共/廣瀬麻伊、根本弥生、荒木さやか、小泉梓、斉藤夏海、八鍬里美
- 「渚の恋は蜃気楼」（ハジメノヨンポ、2012年）[21]

### その他
- ネット番組：『ギャルテレ』（レギュラー、YouTube） 共/山本優希、宮城舞[22]
- ランウェイ：Girls Award 2012 AUTUMN／WINTER[23]